# 黄麟乡
黄麟乡，是中华人民共和国江西省赣州市于都县下辖的一个乡镇级行政单位。

## 行政区划
黄麟乡下辖以下地区：
下关村、前塘村、于阳村、大岭村、远坑村、桃溪村、下堡村、迳尾村、太南村、公馆村、井塘村、罗西村、上关村、黄龙村、湖山村、杨屋村、盐潭村、岭下村、流坑村和朱田村。